# Mata ruffordii
Mata ruffordii is een insect dat behoort tot de cicadenfamilie van de zangcicaden Cicadidae. De wetenschappelijke naam van de soort werd voor het eerst geldig gepubliceerd in 2021 door Sarkar, Mahapatra, Mohapatra, Nair en Kunte.